# Верховный Совет Бурятской АССР
Верхо́вный Сове́т Буря́т-Монго́льской/Буря́тской АССР  — высший орган государственной власти Бурят-Монгольской/Бурятской Автономной Советской Социалистической Республики в 1938—1994 годах.
Заменил Центральный Исполнительный Комитет Советов рабочих, крестьянских и красноармейских депутатов Бурят-Монгольской АССР.
Верховный Совет Бурятской АССР был однопалатным, первоначально состоял из 90 депутатов, которые избирались на основании всеобщего, равного и прямого избирательного права при тайном голосовании.

## История

### 1923—1938 годы
30 мая 1923 года Президиум Всероссийского Центрального Исполнительного Комитета принял постановление об образовании Бурят-Монгольской Автономной Советской Социалистической Республики (БМ АССР). Осенью 1923 года в республике были проведены выборы Советов всех уровней — от сельских (сомонных) до республиканских.
В декабре 1923 года состоялся I съезд Советов БМ АССР. На съезде был образован Центральный Исполнительный Комитет БМ АССР. Первым Председателем Президиума ЦИК БМ АССР был избран Матвей Иннокентьевич Амагаев. До избрания на этот пост он являлся председателем областного управления Бурят-Монгольской автономной области Дальневосточной республики (ДВР) и министром по делам национальностей ДВР.
Первый бурят-монгольский парламент сформировал Правительство республики — Совет Народных Комиссаров БМ АССР,  Председателем которого стал Михей Николаевич Ербанов, работавший до этого Председателем ревкома республики.
Съезд Советов являлся высшим органом власти в Бурят-Монголии. Созывался один раз в два года. Делегаты избирались согласно нормам представительства.
ЦИК и его Президиум являлись высшими органами государственной власти в период между съездами. Сессии ЦИК проводились один раз в три месяца.

### 1937—1994 годы
11 августа 1937 года на VII чрезвычайном съезде Советов была принята Конституция Бурят-Монгольской АССР. Согласно Конституции высшим органом государственной власти стал Верховный Совет БМ АССР.
26 июня 1938 года состоялись выборы в Верховный Совет БМ АССР I созыва. Было избрано 90 депутатов.
Первым Председателем Верховного Совета БМ АССР избран Гавриил Сергеевич Будаев, до этого работавший секретарём Баргузинского райкома партии, а Председателем Президиума Верховного Совета — Гомбо Цыбикович Бельгаев, занимавший пост Председателя ЦИК.
Верховный Совет БМ АССР осуществлял верховную власть на территории республики. Президиум Верховного Совета БМ АССР осуществлял высшую государственную власть на территории Бурятии в период между сессиями. Верховный Совет БМ АССР осуществлял свои полномочия без значительных изменений в течение одиннадцати созывов.
7 июля 1958 года Бурят-Монгольская АССР Указом Президиума Верховного Совета СССР переименована в Бурятскую АССР. Соответственно, высший орган власти республики после этого стал именоваться Верховным Советом Бурятской АССР.
В 1990 году пост Председателя Президиума Верховного Совета Бурятской АССР был упразднён.
22 февраля 1994 года Верховный Совет Бурятской АССР XII созыва принял новую Конституцию Республики Бурятия, согласно которой высшим постоянно действующим представительным и единственным государственным органом законодательной власти республики стал Народный Хурал Республики Бурятия. Таким образом, были заложены основы современной парламентской системы в Бурятии.

## Председатели Верховного Совета Бурят-Монгольской/Бурятской АССР
- Будаев, Гавриил Сергеевич  — (июль 1938 — июнь 1940)
- Сосоев, Булдан Болдакович — (июнь 1940 — апрель 1941)
- Борсоев, Илья Бузинаевич — (апрель 1941 — сентябрь 1946)
- Лобсанов, Будажап Лобсанович  — (март 1951 — январь 1955)
- Могнонов, Марк Могзоевич — (апрель 1951 — март 1959)
- Балдано, Намжил Гармаевич — (март 1959 — март 1967)
- Фролов, Дамнин Шагдурович — (март 1967 — март 1971 г)
- Ямпилов, Баудоржи Базарович — (июль 1971 — март 1980)
- Мохосоев, Маркс Васильевич — (март 1980 — март 1985)
- Дамдинов, Николай Гармаевич — (март 1985 – апрель 1990)
- Булдаев, Сергей Николаевич — (апрель 1990 – август 1991)
- Потапов, Леонид Васильевич — (октябрь 1991 – июль 1994)[2]

## Председатели Президиума Верховного Совета Бурят-Монгольской/Бурятской АССР
- Бельгаев, Гомбо Цыбикович — (июль 1938 – июнь 1940)
- Цыденова, Гунсын Аюшеевна — (апрель 1941 – март 1947)
- Цыремпилон, Доржи Цыремпилович — (март 1947 — март 1951) и (январь 1955 — ноябрь 1960)
- Хахалов, Александр Уладаевич — (ноябрь 1960 — май 1970)
- Семёнов, Бато Семёнович — (июнь 1970 – декабрь 1984)
- Александр Алексеевич Бадиев — (декабрь 1984 – декабрь 1987)
- Шомоев, Клим Кириллович — (декабрь 1987 – апрель 1990)[3]

## См.также
- Народный хурал Бурятии